# Biljana Borzan
Biljana Borzan, född 29 november 1971 i Osijek, är en kroatisk politiker för Socijaldemokratska partija Hrvatske. Hon är ledamot i Europaparlamentet sedan 2013.

## Biografi

### Tidigt liv
Borzan föddes i Osijek i Kroatien, och efter att ha gått ut grundskolan och gymnasiet utbildade hon sig i medicin på universitetet i Zagreb. År 1997 blev hon doktor i medicin. Samma år blev hon anställd på en vårdcentral i Osijek, där hon skulle komma att jobba fram till 2007.

## Politisk karriär

### Politisk karriär i Kroatien
Borzan har varit medlem i Socijaldemokratska partija Hrvatske (ofta förkortat SDP) sedan 1999. Hon valdes in i partiets kommunorganisation i Osijek ett år efter och sedan 2005 är Borzan ordförande för SDP:s kommunorganisationen. Hon är dessutom medlem i partiets partistyrelse.
År 2001 blev Borzan ledamot av kommunfullmäktige i Osijek, och var det fram till 2013. Från mars 2008 till januari 2009 var hon biträdande borgmästare i Osijek, och hon ställde upp i borgmästarvalet tre gånger men vann aldrig. Under 2004 och 2005 var hon ordförande i kommunfullmäktige i staden.
Från 2007 till 2013 var Borzan ledamot av det kroatiska parlamentet. Från 2007 till 2011 var hon ledamot av utskottet för hälso- och sjukvård och socialpolitik och ledamot av utskottet för information, datorisering och medier. Från 2011 till 2013 var hon ordförande för utskottet för hälso- och sjukvård och socialpolitik, ledamot av utrikesutskottet samt ledamot av delegationen för den gemensamma parlamentarikerkommittén EU–Kroatien.

### Karriär i Europaparlamentet
Från år 2013 är Borzan ledamot av Europaparlamentet. Hon blev omvald i Europaparlamentsvalet 2014 och Europaparlamentsvalet 2019 och är vice ordförande för Gruppen Progressiva förbundet av socialdemokrater i Europaparlamentet.
Borzan är numera ledamot av utskottet för den inre marknaden och konsumentskydd och delegationen för förbindelserna med länderna i Sydasien samt suppleant i utskottet för miljö, folkhälsa och livsmedelssäkerhet och delegationen till den gemensamma parlamentarikerkommittén EU-Nordmakedonien.